# Przylepka oddzielona

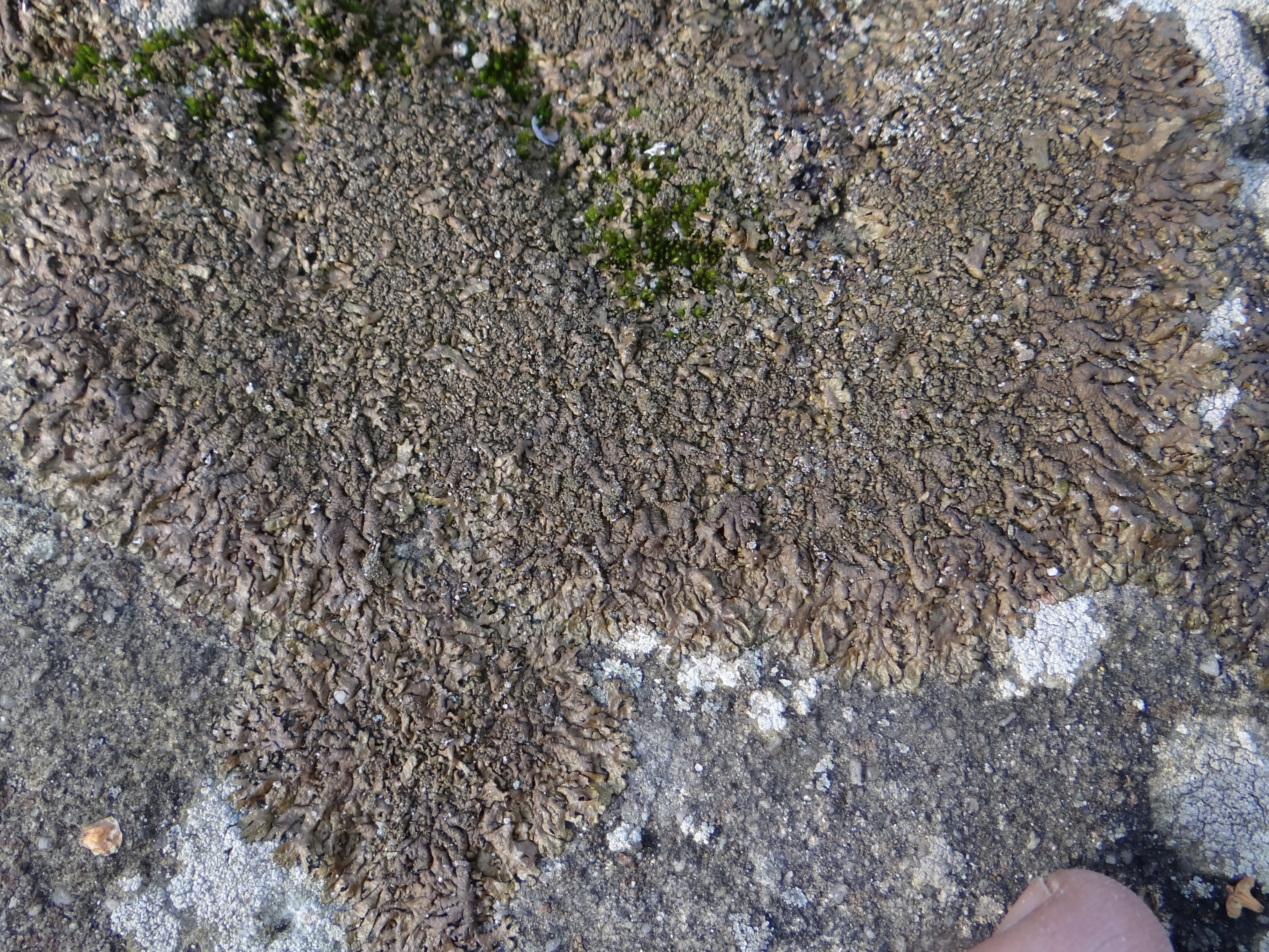

Przylepka oddzielona, tarczownica oddzielona (Melanelia disjuncta (Erichsen) Essl.) – gatunek grzybów z rodziny tarczownicowatych (Parmeliaceae). Ze względu na symbiozę z glonami zaliczany jest do porostów.

## Systematyka i nazewnictwo
Pozycja w klasyfikacji według Index Fungorum:  Melanelia, Parmeliaceae, Lecanorales, Lecanoromycetidae, Lecanoromycetes, Pezizomycotina, Ascomycota, Fungi.
Po raz pierwszy takson ten opisał w 1939 r. Christian Friedo Erichsen jako Parmelia disjuncta, w 1978 r. Theodore Lee Esslinger nadał mu uznaną przez Index Fungorum nazwę Melanelixia disjuncta.
Synonimy nazwy naukowej:
- Melanelia granulosa Essl. 1987
- Parmelia disjuncta Erichsen 1939
- Parmelia granulosa Lynge, in Lynge & Schol. 1932

Nazwa polska według W. Fałtynowicza.

## Morfologia
Tworzy listkowatą plechę, do podłoża dość ściśle przyrośniętą. Pojedyncza plecha osiąga średnicę do 9 cm i zbudowana jest z poszerzonych na końcach, zaokrąglonych i łatkowato podzielonych płatów. Cienkie odcinki tej plechy mają szerokość do 3 mm, są płaskie, nieco wypukłe lub nieco wklęsłe. Powierzchnia górna ma barwę od ciemnooliwkowo-brązowej do niemal czarnej. Jest nieco błyszcząca (zwłaszcza na końcach), gładka lub nieco chropowata na końcach i czasami lekko oprószona. Pseudocyfelle małe i słabo widoczne. Na obrzeżach odcinków występują urwistki, chropowate od izydiów. Mają barwę od ciemnoszarej do czarnej, czasami w wyniku starcia stają się białe. Główkowate soralia wyrastają zazwyczaj na pseudocyfeliach. Dolna powierzchnia plechy jest matowa lub lekko błyszcząca, na środku niemal czarna, a na obwodzie brunatna. Występują na niej niezbyt liczne chwytniki.
Reakcje barwne: kora K, C, KC-, P-, HNO3-, rdzeń K-, C -, KC- lub rzadko KC + bardzo słabo różowy, P-. Kwasy porostowe: kwas perlatolicowy i stenosporowy.
Owocniki w postaci apotecjów siedzących, lub wyrastających na bardzo krótkich trzoneczkach występują rzadko. Mają średnicę do 3, wyjątkowo 5,5 mm, ciemnobrunatne, płaskie tarczki i gruby brzeżek, zazwyczaj cały pokryty urwistkami. W jednym worku powstaje 8 elipsoidalnych askospor o rozmiarach 9–12,5 × 5–7 μm. Zanurzone w plesze pyknidia występują rzadko. Powstają w nich wrzecionowate pykniospory o rozmiarach, 6–7,5 × 1 μm.

## Występowanie i siedlisko
Występuje w Ameryce Północnej, Europie i Azji, odnotowany także w Wenezueli w Ameryce Południowej. W Polsce występuje głównie w górach, na pogórzu i w pasie wyżyn. Znajduje się na Czerwonej liście roślin i grzybów Polski. Ma status VU – gatunek w sytuacji wysokiego ryzyka wymarcia w stanie dzikim. Jest gatunkiem ściśle chronionym.
Rośnie na skałach, głównie na piaskowcach.

## Gatunki podobne
Wśród gatunków występujących na skałach najbardziej podobna jest przylepka sorediowa (Melanelia sorediata). Odróżnia się brakiem pseudocyfelli oraz obecnością dyskretnych soraliów, występujących głównie na końcach krótkich, wyprostowanych płatów bocznych. Podobna jest również tzw. przylepka strzępiasta (Montanelia panniformis), jednak łatwo ją odróżnić, gdyż nie posiada soraliów.